# Linderniella horombensis
Linderniella horombensis är en tvåhjärtbladig växtart som först beskrevs av Fischer, och fick sitt nu gällande namn av Fischer, Schäferhoff och Müller. Linderniella horombensis ingår i släktet Linderniella och familjen Linderniaceae. Inga underarter finns listade i Catalogue of Life.